# 多夫戈沃利亞
51°24′43″N 26°4′32″E / 51.41194°N 26.07556°E
多夫戈沃利亞（烏克蘭語：Довговоля）是位於烏克蘭西北部里夫內州裏瓦拉什區的村莊，始建於1629年，面積32.5平方公里，2001年人口1,871，人口密度每平方公里57.5人。